# 段惠军
段惠军（1955年11月—），男，汉族，河北栾城人，中华人民共和国政治人物，曾任农工党中央常委、河北省委主委，河北省政协副主席，河北医科大学副校长，全国政协委员。

## 生平
2008年，当选第十一届全国政协委员，代表中国农工民主党，分入第十组。